# 金瑟琪
金瑟琪（韓語：김슬기，1991年10月10日—），韩国女演员，或譯金璱琪。在《鄰家花美男》、《剩餘公主》、《戀愛的發現》等劇中出演女配角，以搶眼又可愛的演技表現屢屢引起關注，受到廣泛認可。
2015年，因出演《Oh 我的鬼神君》第二女主角的處女鬼申順愛一角，受到觀眾喜愛而知名度大增。同年，搭檔尹斗俊主演《撲通撲通LOVE》，深獲觀眾好評。

## 演出作品

### 電視劇
| 年份   | 電視台 | 劇名                            | 角色                   |
| 2011年 | MBC    | 《你為我著迷》                  | 音樂劇團團員           |
| 2012年 | tvN    | 《21世紀家族》                  | 金瑟琪                 |
| 2012年 | KBS    | 《Drama Special－露宿者的行蹤》 | 學生                   |
| 2012年 | KBS    | 《Drama Special－再一次的婚禮》 | 韓智慧                 |
| 2013年 | tvN    | 《鄰家花美男》                  | 漫畫負責人             |
| 2013年 | tvN    | 《請回答1994》                  | 金在俊表妹（客串）     |
| 2013年 | KBS    | 《漂亮男人》                    | 老師（客串）           |
| 2013年 | SNS    | 《無限動力》                    | 金瑟                   |
| 2014年 | KBS    | 《Drama Special－我將逝去》     | 小愛                   |
| 2014年 | KBS    | 《戀愛的發現》                  | 尹松                   |
| 2014年 | tvN    | 《剩餘公主》                    | 安惠瑩                 |
| 2014年 | MBC    | 《Drama Festival－怨女日記》    | 大豆                   |
| 2015年 | MBC    | 《Kill Me Heal Me》             | 許淑熙（特別出演）     |
| 2015年 | MBC    | 《撲通撲通LOVE》                | 張丹菲                 |
| 2015年 | tvN    | 《Oh 我的鬼神君》               | 申順愛                 |
| 2016年 | SBS    | 《倒數第二次戀愛》              | 高美禮                 |
| 2016年 | SBS    | 《藍色海洋的傳說》              | 人魚（特別出演）       |
| 2016年 | KBS    | 《雲畫的月光》                  | 內官（特別出演）       |
| 2016年 | MBC    | 《舉重妖精金福珠》              | 瑟琪（特別出演）       |
| 2017年 | MBC    | 《三色幻想－生動戀愛》          | 單身女（特別出演）     |
| 2017年 | MBC    | 《三色幻想－戒指女王》          | 模灤僖                 |
| 2017年 | MBC    | 《守望者》                      | 徐寶美                 |
| 2018年 | tvN    | 《Drama Stage—我情敵的一切》    | 吳東珠                 |
| 2019年 | MBC    | 《有瑕疵的人們》                | 金美景                 |
| 2020年 | MBC    | 《那個男人的記憶法》            | 呂河京                 |
| 2020年 | tvN    | 《哈囉掰掰，我是鬼媽媽》        | 申順愛（EP10特別出演） |
| 2021年 | SBS    | 《Racket少年團》                | 製作人（EP16特別出演） |
| 2021年 | SKY    | 《噓，拜託了那傢伙》            | 福秀海                 |
| 2022年 | tvN    | 《流星》                        | Happy（特別出演）      |
| 2022年 | KBS    | 《依法相愛吧》                  | 韩世妍                 |
| 2025年 | tvN    | 《O'PENing-養貓權戰爭》         |                        |
| 2025年 | 待公布 | 《靈魂手指》                    | 黑色畫手               |

### 電影
| 年份   | 電影名稱               | 角色               |
| 2007年 | 《我們沒有明天》       |                    |
| 2012年 | 《哆來之聲》           |                    |
| 2012年 | 《同行》               | 秀雅               |
| 2012年 | 《平行線》             | 韓世雅             |
| 2013年 | 《恐怖故事2》          | 尹美拉             |
| 2014年 | 《奇怪的她》           | 潘荷娜             |
| 2014年 | 《國際市場》           | 尹根順             |
| 2016年 | 《那天的氛圍》         | 洪代理（特別出演） |
| 2016年 | 《國家代表2》          | 趙美蘭             |
| 2016年 | 《月光宮殿》           | 小松鼠（配音）     |
| 2017年 | 《被操縱的都市》       | 隱蔽               |
| 2019年 | 《戲子們：傳聞操縱團》 | 根德               |
| 2019年 | 《禮物》               | 金寶拉             |
| 2021年 | 《戀愛缺席的羅曼史》   | 裕美               |
| 2022年 | 《斯特拉》             | 英美               |
| 2022年 | 《高速公路家族》       | 安智淑             |

### MV
- 2013年：Ra.D《Thank you》

## 音樂作品
- 2013年︰《I Wake Up Because Of You》（너 땜 에 잠 이 깨，《鄰家花美男》OST，與高庚杓合唱）
- 2014年︰《노오란 셔쓰의 사나이》（《國際市場》OST，與薔薇旅館合唱）

## 綜藝節目
- 2011年－2013年：tvN《SNL Korea》第1－4季
- 2015年：MBC《神秘音樂秀：蒙面歌王》第五代 (Ep.9) (三秒終結萬能鑰匙)
- 2017年：KBS《Happy Together 3》(170223 Ep.487)
- 2017年：MBC《我獨自生活》(170512 Ep.204)
- 2019年: JTBC《衝浪屋 (Surfing House)》(趙汝珍，宋再臨，全晟佑)

## 獎項
| 年份 | 獎項                      | 分类                       | 提名作品                                  | 结果 |
| ---- | ------------------------- | -------------------------- | ----------------------------------------- | ---- |
| 2014 | 第三屆大田電視劇節        | 女子新人賞                 | 《戀愛的發現》《剩餘公主》                | 獲獎 |
| 2014 | KBS演技大賞               | 女子新人賞                 | 《戀愛的發現》《Drama Special－我將逝去》 | 獲獎 |
| 2015 | 第10屆Max Movie最佳電影獎 | 最佳女子新人演員賞         | 《國際市場》                              | 獲獎 |
| 2015 | 第51屆百想藝術大賞        | 電視部門最佳女新人獎       | 《戀愛的發現》                            | 提名 |
| 2015 | 第51屆百想藝術大賞        | 電視部門女子人氣獎         | 《戀愛的發現》                            | 提名 |
| 2016 | 第4屆DramaFever Awards    | 最佳女配角獎               | 《Oh 我的鬼神君》                         | 獲獎 |
| 2016 | tvN 10 Awards             | 最佳化學反應賞（與朴寶英） | 《Oh 我的鬼神君》                         | 獲獎 |
| 2016 | tvN 10 Awards             | made in tvN 綜藝女子賞     | 《SNL Korea》                             | 獲獎 |
| 2017 | 第22屆春史電影獎          | 特別人氣獎                 | 不適用                                    | 獲獎 |
| 2017 | 2017 MBC演技大獎          | 月火劇部門 女子優秀演技獎  | 《守望者》                                | 提名 |
| 2019 | 2019 MBC演技大獎          | 水木劇部門 女子優秀演技獎  | 《有瑕疵的人們》                          | 提名 |
| 2020 | 2020 MBC演技大獎          | 水木劇部門 女子優秀演技獎  | 《那個男人的記憶法》                      | 獲獎 |

## 腳註
1. ↑  . KSD 韓星網.   [2022-04-13]. （原始内容存档于2022-06-14） （中文（繁體））.

## 外部連結
- NAVER （页面存档备份，存于） 
- 金瑟琪的Instagram帳戶
- 金瑟琪的X（前Twitter）